# El universo mecánico
El Universo Mecánico es una colección de 52 vídeos realizados en 1985 por el Instituto de Tecnología de California financiado por la Annenberg / CPB Project y producida por el mismo CALTECH e INTELECOM (un consorcio sin fines de lucro que agrupa colegios comunitarios de California).
La serie presenta la física a nivel universitario, abarcando temas desde Copérnico a la mecánica cuántica. Para ello utiliza dramatizaciones históricas y animaciones que explican conceptos de la física. Estas últimas eran unas de las animaciones más avanzadas de la época: casi 8 horas de animación por ordenador a cargo del experto del Laboratorio de Propulsión a Chorro de la NASA James F. Blinn. Cada episodio se abre y se cierra con una conferencia "fantasma" del profesor David Goodstein del Instituto Tecnológico de California.
A pesar de su antigüedad, la serie se utiliza muy a menudo incluso hoy día en escuelas[cita requerida], gracias al gran rigor científico de su contenido y a su cuidadosa exposición de hechos y supuestos prácticos, como una ayuda suplementaria para explicar fenómenos como la relatividad especial. Durante el transcurso de los vídeos se abarcan contenidos como la electricidad, la mecánica clásica, el electromagnetismo, la termodinámica, la relatividad y la mecánica cuántica, así como aborda las biografías de los más importantes científicos de la historia y sus descubrimientos, como por ejemplo Johannes Kepler, Isaac Newton, Galileo Galilei o Albert Einstein, entre otros.

## Lista de Capítulos
| Capítulo | Título                                     | Descripción |
| -------- | ------------------------------------------ | --- |
| 1        | Introducción al Universo Mecánico          | En una vista previa introduce las ideas revolucionarias de los héroes Copérnico a Newton y vincula la Física de cielo a tierra. |
| 2        | La ley de la caída de los cuerpos          | Los experimentos ingeniosos de Galileo demostraron que todos los cuerpos caen con la misma aceleración constante. |
| 3        | Derivadas                                  | La función de las matemáticas en la Física y las derivadas como una herramienta practica. |
| 4        | Inercia                                    | Galileo arriesga su estatus para responder a las preguntas del universo con su ley de la inercia. |
| 5        | Vectores                                   | La Física debe explicar no solo por qué y cuánto, sino también dónde y de qué manera. |
| 6        | La ley de Newton                           | Newton establece las leyes que relacionan fuerza, masa y aceleración. |
| 7        | Integración                                | Newton y Leibniz llegan a la conclusión de que la diferenciación y la integración son procesos inversos. |
| 8        | La manzana y la Luna                       | Los primeros pasos reales hacia los viajes espaciales comienzan cuando Newton describe la fuerza entre dos partículas del universo: ley de la gravitación universal. |
| 9        | El círculo en movimiento                   | Las ideas filosóficas de Platón que llevaron a la teoría del movimiento circular uniforme. |
| 10       | Las fuerzas fundamentales de la naturaleza | Todos los fenómenos físicos de la naturaleza se explican a través de cuatro fuerzas : dos fuerzas nucleares , la gravedad y la electricidad. |
| 11       | Gravedad, electricidad y magnetismo        | Explicación de la diferencia entre las Fuerzas Magnéticas, Eléctricas y Gravitatoria. |
| 12       | El experimento Millikan                    | Desde el tubo de Thomson que permitió el descubrimiento del electrón hasta la medición de su carga a través del experimento de la gota de aceite de Millikan, todo posible gracias al método científico. |
| 13       | Conservación de la energía                 | Conservación de la energía, la cantidad de movimiento y del momento angular, cantidades que no se crean ni se destruyen. Los experimentos de Galileo que asocian la velocidad a una posición particular en un plano inclinado, su relación con el trabajo y la velocidad, que dan lugar a la energía cinética. |
| 14       | Energía potencial                          | Relación entre el trabajo y energía potencial asociada a la altura que puede transformarse en energía en movimiento. Cambio en la cantidad de movimiento. Principio de conservación de la energía mecánica y teorema del trabajo y la energía.                                                                 |
| 15       | Conservación del momento                   | La variación de la cantidad de movimiento. Sistemas que se mueven con velocidad constante debido a que la cantidad de movimiento se conserva. Colisiones. Explicación del funcionamiento de un acelerador de partículas.                                                                                       |
| 16       | Movimiento armónico                        | Los sistemas perturbadores estables producirán un movimiento armónico simple. |
| 17       | Resonancia                                 | La resonancia se produce cuando la frecuencia de una fuerza perturbadora se acerca a la frecuencia armónica natural de un sistema. |
| 18       | Ondas                                      | Las ondas son una serie de perturbaciones que se propagan a través de sólidos, líquidos y gases. |
| 19       | Momento cinético                           | Los objetos que se mueven en círculos tienen momento cinético. |
| 20       | Torsión y giroscopios                      | Una fuerza que actúa sobre un objeto que gira puede producirle un movimiento de precesión. |
| 21       | Las tres leyes de Kepler                   | Kepler descubrió que las órbitas de los planetas son elipses. |
| 22       | El problema de Kepler                      | Newton demostró que una ley de gravedad en la que la fuerza de atracción es inversa al cuadrado de la distancia implica que los cuerpos celestes se mueven en órbitas que son secciones cónicas. |
| 23       | Energía y excentricidad                    | La conservación de la energía y el momento cinético ayudan a determinar qué tan excéntrica será una órbita. |
| 24       | Navegar por el espacio                     | Las leyes que describen el movimiento planetario se usan para navegar en el espacio. |
| 25       | Desde Kepler a Einstein                    | Einstein usó las leyes de Newton y Kepler para trabajar en su teoría de la relatividad. |
| 26       | La armonía del Universo                    | Armonizando la música a las órbitas de los planetas. |
| 27       | Más allá del Universo Mecánico             | Una visión general de la materia para la segunda mitad de la serie. |
| 28       | Electricidad estática                      | Introducción al concepto de carga eléctrica. |
| 29       | El campo eléctrico]                        | Michael Faraday introdujo el concepto de campo eléctrico. |
| 30       | Capacidad y potencial                      | Los conceptos básicos del condensador, con un énfasis histórico en Benjamin Franklin. |
| 31       | Voltaje, energía y fuerza                  | Comprendiendo cómo funcionan las cargas eléctricas y cómo ejercen fuerzas. |
| 32       | La batería eléctrica                       | Gracias a la invención de la batería eléctrica de Alessandro Volta, podemos tener una corriente eléctrica constante. |
| 33       | Circuitos eléctricos                       | Las "tuercas y tornillos" de cómo los circuitos eléctricos se hicieron prácticos, con Wheatstone, Kirchhoff y Ohm. |
| 34       | Magnetismo                                 | William Gilbert descubrió que la tierra misma es un imán, un descubrimiento anterior a la ciencia moderna. |
| 35       | El Campo Magnético                         | Según la ley de Biot-Savart y la ley de Ampère, las corrientes eléctricas crean, y están influenciadas, por campos magnéticos. |
| 36       | Campos Vectoriales e Hidrodinámicos        | Algunos conceptos que se aplican generalmente a los campos vectoriales son útiles tanto en electromagnetismo como en el estudio del flujo de fluidos. |
| 37       | Inducción electromagnética                 | Inducción electromagnética (demostrada por Faraday en 1831): Un campo magnético cambiante crea una corriente eléctrica. |
| 38       | Corrientes alternas                        | Para hacer que la distribución de la energía eléctrica a grandes distancias sea práctica, se utilizan transformadores para cambiar los voltajes de las corrientes alternas. |
| 39       | Las Ecuaciones De Maxwell                  | Al encontrar la pieza conceptual que faltaba en las matemáticas de la electricidad y el magnetismo, Maxwell descubre que la luz es una onda electromagnética. |
| 40       | Óptica                                     | Entender la luz como una onda explica sus propiedades de reflexión , refracción y difracción. |
| 41       | El experimento Michelson Morley            | Si la luz es una onda, ¿en qué medio oscila? Mediante una medición cuidadosa y precisa, Michelson y Morley trataron de detectar el movimiento de la Tierra a través de este medio, el "éter", y no encontraron nada.                                                                                           |
| 42       | Las transformaciones de Lorentz            | Einstein se dio cuenta de que, si la velocidad de la luz es la misma para todos los observadores, entonces las distancias en el espacio y las duraciones del tiempo transcurrido deben ser relativas. |
| 43       | Velocidad y Tiempo                         | Einstein llegó a la transformación de Lorentz desde una comprensión conceptual más profunda, creando una teoría llena de sorpresas como la paradoja de los gemelos. |
| 44       | Energía, Cantidad de Movimiento y Masa     | La conservación de la cantidad de movimiento todavía se aplica a la relatividad especial, pero con nuevas implicaciones. |
| 45       | Temperatura y la ley de los gases          | El estudio de la termodinámica comienza con gases. |
| 46       | La máquina de la naturaleza                | Una introducción al Máquina de Carnot, una máquina ideal para convertir la energía térmica en trabajo mecánico. |
| 47       | Entropía                                   | La investigación adicional de los motores de Carnot conduce al concepto de entropía. |
| 48       | Bajas temperaturas                         | Faraday convierte el cloro gaseoso en líquido, iniciando la búsqueda de temperaturas cada vez más bajas, que culminan en la licuación del helio. |
| 49       | El átomo                                   | Los antiguos griegos introdujeron la noción de que la materia está hecha de átomos A principios del siglo XX, las líneas espectrales y el descubrimiento del núcleo atómico forzaron el desarrollo de nuevas ideas.                                                                                            |
| 50       | Partículas y ondas                         | La luz, que se pensaba que era una onda, se encontró que actuaba en algunas circunstancias como una corriente de partículas. Este rompecabezas condujo a la mecánica cuántica. |
| 51       | Del átomo al quark                         | Comprender las funciones de onda que se pueden asignar al electrón en un átomo de hidrógeno ilumina la forma de la tabla periódica de los elementos. |
| 52       | El Universo Mecánico cuántico              | Una revisión de la serie. |